# بيتر هولشتاين الأول
بيتر هولشتاين (1585–1662) كان رساما، ونقاشا ورساما على الزجاج من العصر الذهبي الهولندي.
وهو والد الرسام بيتر هولشتاين الثاني.